# Energías renovables en América Latina

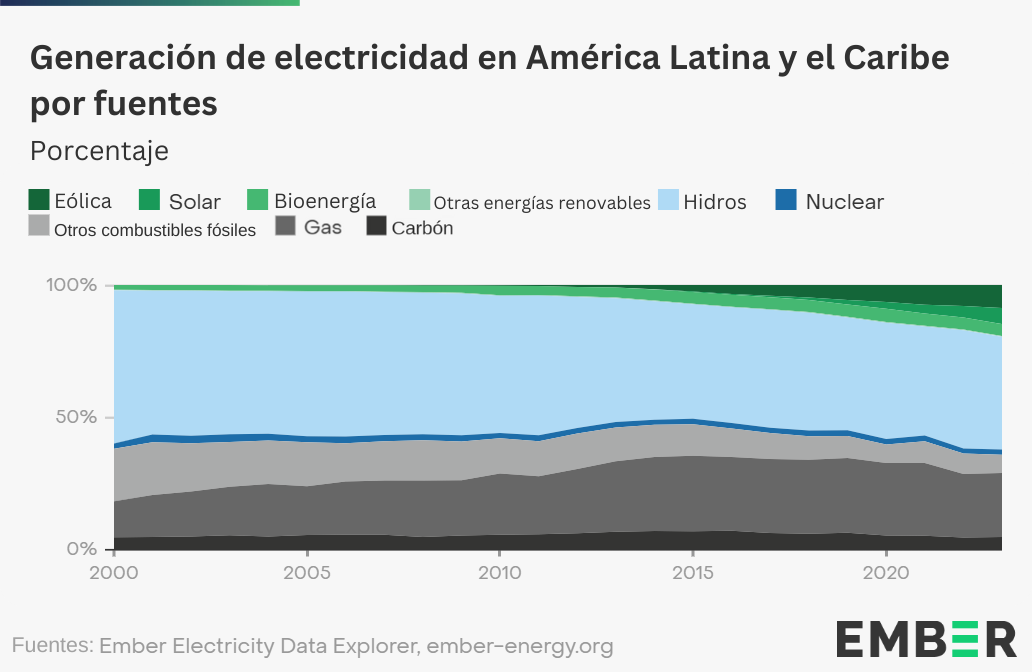
Generación de electricidad en América Latina y el Caribe por fuentes

La energía renovable en América Latina hace referencia a la instalación, demanda y uso de las energías renovables en la región de América Latina. La región cuenta con una variedad de recursos naturales que son apropiados para la implementación de diversos tipos de energías renovables.
En 2023, América Latina y el Caribe generará el 60% de su electricidad a partir de energías renovables, el doble de la media mundial del 30%.Según el grupo de análisis de datos Ember, del total de la producción energética de la región por tipo, el 43% es hidráulica, el 8% eólica y el 6% solar.
Los países con mayor interés por las energías renovables son, en este orden, Costa Rica, México, Paraguay, Argentina, Brasil, Uruguay y Venezuela.

## Energía hidroeléctrica
La geografía y la meteorología únicas de América Latina explican el uso generalizado de la energía hidroeléctrica. La energía hidroeléctrica es la principal fuente de generación de electricidad en la mayoría de los países de América Latina representando el 45% de las necesidades totales de electricidad de la región.
La represa de Itaipú, en la frontera entre Brasil y Paraguay, es la segunda presa hidroeléctrica más grande del mundo, según su capacidad. Se inauguró en 1984 y, gracias a ella, la capacidad hidroeléctrica de América Latina era de casi 200 gigavatios solo cuarenta años después, lo que representa cerca de tres cuartas partes de la capacidad renovable de la región en 2022.
En 2020, Brasil superó a China como país con el mayor aumento anual de capacidad hidroeléctrica instalada, al añadir 4919 MW con la inauguración de la represa de Belo Monte.

Sin embargo, el cambio climático se presenta como un desafío para una región históricamente dependiente de la energía hidroeléctrica. Un estudio de la Agencia Internacional de la Energía (IEA, por su sigla en inglés) evaluó los impactos climáticos en más del 86% de la capacidad hidroeléctrica instalada en América Latina y advirtió que es probable que el factor de capacidad hidroeléctrica regional disminuya hasta el final del siglo debido al cambio climático.

## Energía eólica
La industria eólica empezó a despegar en América Latina hace relativamente poco: alrededor del 85% de su capacidad eólica se construyó después de 2011, y todavía queda un amplio potencial sin explotar en la mayoría de los países que ya han construido parques eólicos. América Latina tiene 41,5 GW de capacidad eólica (41,5 GW) a gran escala en funcionamiento.

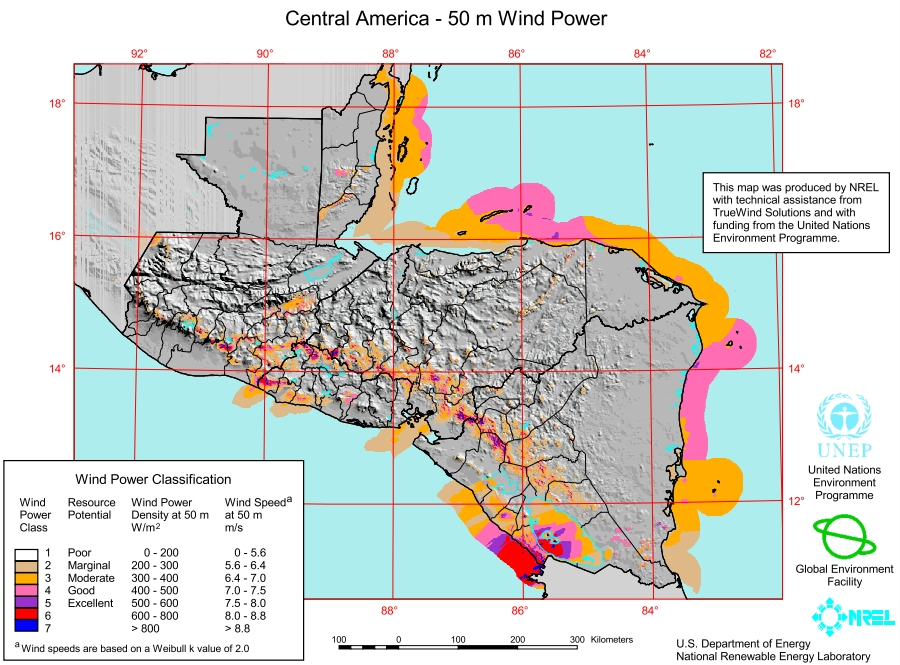
Potencial eólico de Centroamérica

Brasil es el líder indiscutible en energía eólica en la región, con una capacidad total de 28,6 gigavatios.Es el segundo país, después de China, con el mayor aumento de electricidad eólica durante 2023, año en el que alcanzó el 13%, muy por encima del 3,7% que tenía para 2015. México superó el umbral de los 8 gigavatios en 2023. Le sigue Chile con 4,8 gigavatios de capacidad instalada, seguido de Argentina (4 gigavatios) y Uruguay (1,5 gigavatios).

## Energía solar

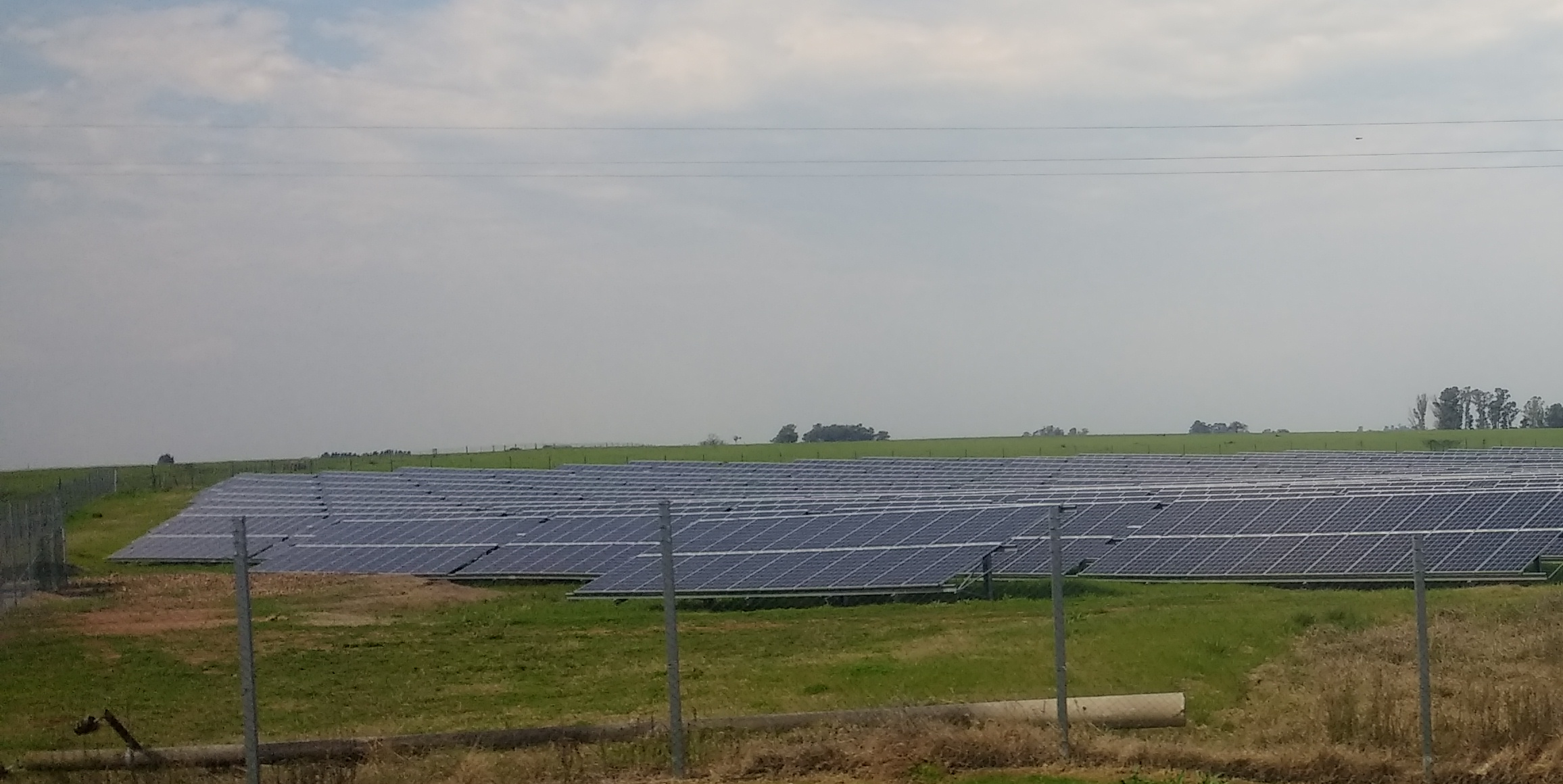
Paneles solares en Uruguay

América Latina tiene 27,6 GW de capacidad solar a gran escala en funcionamiento.Nuevamente Brasil y México son líderes en la región. En 2022, el país con mayor capacidad instalada para la generación de energía solar fue Brasil que alcanzó 24.079 megavatios mientras que, México fue el segundo país con mayor capacidad de energía solar en la región con 9.026 megavatios.Chile, por su parte, destaca como el país que tuvo la participación más grande de generación solar en su matriz eléctrica en 2023. Entre 2015 y 2023, la electricidad solar de Chile pasó a representar solo el 1,9% de la matriz eléctrica para convertirse, en 2023, en 20% del total.
La energía solar ha tenido un crecimiento exponencial en América Latina en la última década. Países como México, Brasil, Chile y Argentina han desarrollado importantes proyectos de energía fotovoltaica y solar térmica, impulsados por políticas públicas, marcos regulatorios favorables y la disminución de los costos tecnológicos.
Chile destaca como uno de los líderes regionales, con una alta irradiación solar en el desierto de Atacama y plantas solares de gran escala como Cerro Dominador. Brasil, por su parte, ha promovido el autoconsumo solar mediante redes de generación distribuida.

## Hidrógeno verde
En los últimos años, ha habido un creciente interés por el llamado hidrógeno verde - que se refiere a la producción de hidrógeno generada por energías renovables bajas en emisiones- en América Latina. Varios países vienen desarrollando acciones para la promoción del sector y existen varios proyectos piloto en marcha, desde iniciativas privadas hasta otras con asociaciones de empresas públicas.
Hay más de 140 proyectos de hidrógeno verde en América Latina y el Caribe en diferentes etapas de desarrollo, principalmente en las fases de previabilidad y viabilidad. Aunque la producción actual de hidrógeno en esta región se obtiene principalmente a partir de combustibles fósiles, algunos países ya han adquirido experiencia con la electrólisis del agua.
Chile es uno de los países líderes en el desarrollo de hidrógeno verde. El país, que tiene el ambicioso objetivo de convertirse en un importante exportador para el 2030, cuenta con abundantes recursos solares y eólicos, y también se encuentra en una posición estratégica para exportar hidrógeno verde y derivados.
Brasil ha fijado el objetivo de producir 500.000 toneladas de hidrógeno verde para 2030. En paralelo, Uruguay se comprometió con la instalación de 20 GW de capacidad productiva de hidrógeno para 2040. Colombia ha creado su hoja de ruta para desarrollar hasta 3 GW de capacidad de electrólisis para 2030, y contempla la adopción masiva del hidrógeno verde en el sector transporte.
Otros países de América Latina que están desarrollando industrias de hidrógeno verde incluyen Argentina y México, que cuentan con recursos de energía renovable y bases industriales que podrían utilizarse para producir y exportar hidrógeno verde.

## Por países

### Argentina
Para julio de 2019, la participación de energías renovables en la provisión de la demanda eléctrica nacional creció hasta llegar al 4,8% y se espera llegar al 20% para 2025 a través del Plan RenovAr, por el que desde 2016 se adjudicaron 206 proyectos que generarán 6137 MW (64 proyectos eólicos por 3788,2 MW; 69 solares por 2029,9 MW; 59 proyectos de bioenergías (biomasa, biogás y biogás de relleno sanitario) por 280,7 MW, y 14 de pequeños aprovechamientos hidroeléctricos por 32,1 MW).
En 2020 se creó el Consorcio para el Desarrollo de la Economía del Hidrógeno (H2ar), cuyo objetivo es desarrollar la industria del hidrógeno local, uno de los combustibles alternativos con menos emisiones de carbono. Lo encabeza Y-TEC y está conformado por más de 30 empresas, entre las que se encuentran YPF, Siemens, Toyota, Ternium, Pampa Energía, Profertil y Cargill, entre otros. La Argentina posee condiciones naturales que propician la generación de hidrógeno.
| Recurso          | Valor         | Unidades                          | Orden | Periodo | Fuente |
| ---------------- | ------------- | --------------------------------- | ----- | ------- | ------ |
| Potencial eólico | 418.022       | Área (km²) Clase 3-7 Viento a 50m | 7     | 1990    | NREL   |
| Potencial solar  | 7.853.433.856 | MWh/año                           | 11    | 2008    | NREL   |

### Brasil
| Recurso          | Valor          | Unidades                          | Orden | Periodo | Fuente |
| ---------------- | -------------- | --------------------------------- | ----- | ------- | ------ |
| Potencial eólico | 3.225.342      | Área (km²) Clase 3-7 Viento a 50m | 1     | 1990    | NREL   |
| Potencial solar  | 24.993.114.080 | MWh/año                           | 5     | 2008    | NREL   |

### Chile
El uso de energías renovables en Chile se ha concentrado principalmente en la producción de energía hidráulica para la generación de electricidad, dada la hidrografía de Chile, que cuenta con una cantidad suficiente de ríos y lagos con caudales con la potencia para la construcción de centrales hidroeléctricas que permiten la generación de energía.  Chile fue uno de los pocos países que alcanzó la paridad de red antes de 2014, y la ha conseguido mantener, mediante una diversificación de la matriz energética, aumentando la producción de energía solar, eólica, geotérmica y mareomotriz.

### México
De acuerdo a la CONUEE, para México, en cuanto potencial de energía solar, estados como Oaxaca, Baja California Sur, Coahuila, Hidalgo, Quintana Roo y Zacatecas, así como la Península de Yucatán, son zonas donde el viento sería un buen candidato como materia prima para obtención de energía. Generalmente, las zonas costeras poseen gran potencial para producción de energía eólica.
El Instituto Nacional de Electricidad y Energías Limpias (INEEL) destaca los estados costeros del Océano Pacífico, junto con Chihuahua como zonas potenciales de México para producción de energía solar debido a su alta radiación diaria (promedio anual).
La revista KPMG Competitive Alternatives, edición 2012, posicionó a México entre los mejores lugares para inversión en Manufactura de Baterías Avanzadas (energía verde) debido a su bajo índice de costo. En el 2014, la misma revista situó a México en el lugar número 53 de 189 economías en la lista de mejores lugares para invertir.
| Recurso          | Valor         | Unidades                          | Orden | Periodo | Fuente |
| ---------------- | ------------- | --------------------------------- | ----- | ------- | ------ |
| Potencial eólico | 38.687        | Área (km²) Clase 3-7 Viento a 50m | 21    | 1990    | NREL   |
| Potencial solar  | 6.469.155.957 | MWh/año                           | 15    | 2008    | NREL   |

### Costa Rica
Costa Rica cuenta con una red de centrales hidroeléctricas que aporta el 75% de la electricidad, mientras que el 12% viene de energía geotérmica, un 10% es de origen eólico y el resto de biomasa y solar. Su principal fuente son las represas del río Reventazón, capaces de surtir electricidad a unos 525.000 hogares distribuidos en 50 000 km².
El sitio Science Alert señala que las industrias primarias de ese país, el turismo y la agricultura, “no son los más exigentes en términos de la energía que necesitan”.
Durante 2016 Costa Rica pasó más de 250 días consumiendo electricidad proveniente únicamente de energías renovables con una cobertura del 98,12% del servicio de energía proveniente de fuentes hidroeléctricas, geotérmicas, eólicas o de energía solar. El Instituto Costarricense de Electricidad cuenta con un plan energético que tiene como objetivo alcanzar la marca del 100% de generación eléctrica de fuentes renovables para el 2021.

### Venezuela
Venezuela es un país privilegiado en recursos energéticos tanto renovables como no renovables. Esta riqueza ha posibilitado la instalación de industrias pesadas como las del hierro, acero, aluminio, entre otras, que gracias a las centrales hidroeléctricas del río Caroni (aportan cerca del 70% del consumo nacional) se han podido operar con una mínima emisión de gases de efecto invernadero.
En el año 2012 entraron en servicio dos parques eólicos ubicados en La Guajira y Paraguaná, entregando 25 y 30 MW al Sistema Eléctrico Nacional, respectivamente, lo que significa la materialización de lo establecido en el Plan de la Nación Simón Bolívar (2007-2013); no obstante, bajo un sector estatizado la posibilidad de crecimiento depende únicamente de la capacidad de recursos del Estado y se limita la participación de promotores independientes que fomenten, entre otras cosas, la investigación y desarrollo de tecnología local.
Técnicamente hablando, Venezuela es altamente dependiente de bases de datos meteorológicos satelitales, cuya resolución y precisión puede ser aceptable para instalaciones eléctricas de pequeña capacidad pero no para sistemas industriales. Es necesaria la elaboración de mapas que cuantifiquen el recurso eólico, solar y geotérmico,  de forma confiable y precisa. Esto permitiría conocer a ciencia cierta el potencial energético de estas fuentes en los distintos lugares del país, para así estructurar la planificación que permita estructurar las políticas de fomento y promoción. Algunos de estos mapas están actualmente en la etapa de levantamiento de la información, aunque su alcance (nacional, local o regional) es desconocido.